# 2005 TN53
2005 TN53 è un asteroide troiano del pianeta Nettuno; è stato scoperto da Scott Sheppard e Chadwick Trujillo nel 2005. Presenta il medesimo periodo orbitale di Nettuno, ed orbita nel punto lagrangiano L4 della sua orbita, circa 60° innanzi rispetto al pianeta.